# Javier Menéndez
Javier Menéndez Fernández (* 18. června 1981) je bývalý španělský sportovní šermíř, který se specializoval na šerm fleretem. Španělsko reprezentoval v prvních letech jednadvacátého století. Na olympijských hrách startoval v roce 2008 v soutěži jednotlivců. V roce 1999 obsadil třetí místo na mistrovství Evropy v soutěži jednotlivců. Se španělským družstvem fleretistů vybojoval v roce 2002 třetí místo na mistrovství světa.